# Harry Hampton
Joseph Harry Hampton (21 d'abril de 1885 - 15 de març de 1963) fou un futbolista anglès de la dècada de 1910.

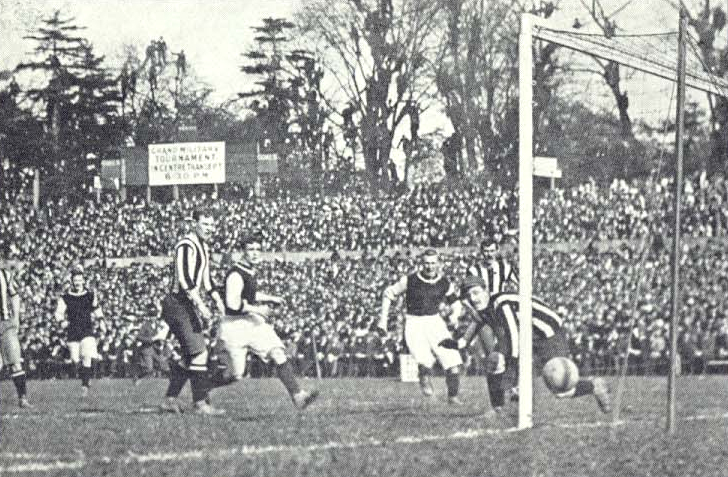
Harry Hampton marcà els dos gols a la final de copa de 1905.

Fou internacional amb la selecció d'Anglaterra. La major part de la seva carrera la passà a l'Aston Villa FC, club on és el màxim golejador de tots els temps (fins 2018).

## Palmarès
Aston Villa
- FA Cup:[3]
  - 1904-05, 1912-13
- Football League First Division:[3]
  - 1909-10

Birmingham
- Football League Second Division:[3]
  - 1920-21